# Taiyō to umi no kyōshitsu
Taiyo to umi no kyoshitsu (conosciuto in inglese come Homeroom on the Beachside - "Scuola sulla spiaggia") è un dorama stagionale estivo prodotto e mandato in onda da Fuji TV in 10 puntate nel 2008.
La storia, ambientata nella prefettura di Kanagawa, racconta le avventure di un gruppo di sette studenti che frequentano un liceo privato che si trova in riva al mare. Improvvisamente giunge tra loro un nuovo stranissimo insegnante, molto poco convenzionale ed impiccione; poco alla volta questi riuscirà però a far aprire gli allievi, che inizieranno così a confidarsi con lui rivelandogli i propri problemi.

## Trama
Mentre tutti gli alunni della classe 3-1 del liceo ubicato a Shōnan, e che porta lo stesso nome (Shingakuko Shonan Gakkan High School), sono occupatissimi a prepararsi per gli esami di conseguimento del diploma, un nuovo dirigente scolastico arriva alla 'High School': questi, che si chiama Sakutaro, cerca subito di coinvolgerli ed interessarli realmente alle materie di studio, provando ad instillargli l'autentica passione letteraria.
Dovrà affrontar, oltre alle iniziali difficoltà dategli dall'incomprensione dei ragazzi nei suoi confronti ("Se non ha a che vedere con gli esami, perché studiare queste cose?"), anche l'opposizione del direttore scolastico, che non vede certo di buon occhio un insegnante che si occupa più della felicità attuale degli studenti piuttosto che del loro già perfettamente preparato futuro economico socialmente inserito.

## Personaggi
- Sakutaro Sakurai, interpretato da Yuji Oda

39 anni, è il nuovo sensei di lettere della classe 3-1. Incontrato per la prima volta da Hiroki e Riku mentre salva un bambino che sta per annegare in mare.
- Wakaba Enokido, interpretata da Keiko Kitagawa

23 anni, divien la vice responsabile della classe 3-1 che viene affiancata a Sakurai-sensei. Inizialmente "scandalizzata" per l'eccentricità del nuovo insegnante, finirà per star appassionatamente dalla sua parte.
- Yasunori Akagi, interpretato da Tetsuhiro Ikeda

36 anni. Insegnante di musica, un tipo notevolmente effeminato.
- Mayama Haruka, interpretata da Michiko Kichise

31 anni. Insegnante d'inglese, starà fino alla fine dalla parte di Ryunosuke. Una donna misteriosa e taciturna.
- Norihito Yoda, interpretato da Yuzo Imai

29 anni. Insegnante di educazione fisica.
- Hajime Makimura, interpretato da Susumu Kobayashi

45 anni. Vice preside, un omone grande e grosso ma completamente sottomesso alla volontà di Ryunosuke: a alla fine aiuterà Sakutaro svolgendo lezioni di economia domestica.
- Shuhei Shibakusa, interpretato da Norito Yashima

38 anni. Professore di matematica; indossa sempre vestiti appariscenti ed è fin dall'inizio il rivale unilaterale di Sakutaro. In realtà la sua passione giovanile era la storia antica e finirà col collaborare con Sakutaro nel dar maggior valore ed importanza alle materie umanistiche rispetto a quelle scientifiche.
- Kyoka Hasebe, interpretata da Keiko Toda

Precedente preside responsabile della scuola e madre di Wakaba, è lei che ha fatto venire Sakutaro.
- Ryunosuke Kamiya, interpretato da Fumiyo Kohinata

55 anni. Presidente del direttivo scolastico, la sua politica è quella d'introdur gli studenti alla miglior università, costi quel che costi; tutto viene così orientato in vista degli esami finali, a scapito di materie considerate non necessarie come storia e letteratura. È ossessionato da questo fatto perché egli non ha potuto continuar ai suoi tempi gli studi oltre la licenza media.

### Classe 3-1
- Hiroki Negishi, interpretato da Masaki Okada

18 anni. Asso del club di nuoto.
- Riku Shorosaki, interpretata da Kie Kitano

17 anni. Amica d'infanzia di Hiroki; hanno frequentato la stessa scuola fin dalle elementari ed hanno programmato d'iscriversi anche alla stessa università. I genitori gestiscono un bar-caffetteria chiamato SEA-LASS, che presto diventa il luogo di ritrovo preferito dopo le ore di lezione per i suoi amici. Hiroki verso la fine gli dichiarerà il proprio amore, anche se avrà deciso di seguir un percorso di studio differente da quello della fidanzata.
- Hachiro Tabata, interpretato da Gaku Hamada

18 anni. Ricciolino non molto attraente (se confrontato con gli amici) ma di buon cuore, il personaggio comico della serie; sempre cordiale e con un senso spiccato dell'ironia. Inizialmente innamorato non corrisposto di Akari, fino a che non riuscirà con la propria sincerità d'animo e simpatia a conquistarla. Coinvolto nei tentativi di suicidio intrapresi da Yukino, morirà annegato in alto mare: poco prima aveva confessato a Sakutaro di voler diventare un insegnante come lui.
- Akari Yashima, interpretata da Yuriko Yoshitaka

18 anni. Inizialmente un tipo che nasconde le proprie insicurezze dietro un'apparenza fredda ed insensibile; si fa regalare oggetti di valore da uomini più grandi di lei in cambio di compagnia. Sarà la prima ad essere salvata da Sakutaro. Viene sempre fedelmente seguita da Hachiro, anche quando lei gli rivela che in realtà gli è sempre piaciuto Hiroki. Sceglierà di diventare insegnante per onorar la memoria di Hachiro.
- Yamato Kusunoki, interpretato da Satoshi Tomiura

17 anni, non molto alto e con i capelli lisci castani lunghi. Ha sempre conseguito i migliori risultati, fin dalle elementari ed è un genio della matematica. Ha la tendenza di guardar dall'alto in basso chi non ha buoni voti. Quando Hana gli rivela di non voler più entrare all'università si sentirà tradito, avendola lui già da tempo considerata come propria futura moglie.
- Moichi Higaki, interpretato da Akira Kagimoto

18 anni. Fa parte anche lui del club di nuoto ed è un sincero e caro amico di Hiroki ; è la personalità più irruenta del gruppo.
- Hana Sawamizu, interpretata da Mitsuki Tanimura

17 anni. La seconda per bravura dopo Yamato, di cui è vicina di banco; un'autentica 'secchiona'. Ad un ceto punto entrerà in crisi, non trovando più il senso autentico di quello che sta studiando, e non vorrà più partecipar agli esami; sceglierà invece di frequentare una scuola per diventare infermiera.
- Eiji Kawabe, interpretato da Yūsuke Yamamoto

18 anni. Avendo difficoltà familiari sempre crescenti, con la madre in ospedale, pensa di abbandonare la scuola per poter badare ai due fratellini piccoli; verrà aiutato da Sakutaro a comprender veramente quel che più vuole. Inoltre è innamorato di Wakaba, a cui ha già fatto una proposta di matrimonio.
- Yuna Takabayashi, interpretata da Manami Kurose

17 anni. Capoclasse, vecchia amica di Masayuki.
- Masayuki Misaki, interpretato da Yuichi Nakamura (attore)

18 anni. Ha un grandissimo talento musicale e suona il pianoforte in maniera eccellente; adora Friedrich Chopin. Quando si tratterà di partecipar ad un concorso per poter ottener una borsa di studio per il Conservatorio si tirerà però indietro, preferendo seguir la sua passione sportiva con la pallavolo.
- Yukino Tsugihara, interpretata da Aya Ōmasa

17 anni. Una ragazza introversa e sofferente, tendente all'anoressia e con un fortissimo complesso d'inferiorità; dopo esser stata tradita dal fidanzato, che gli ha preferito quella che lei aveva sempre considerato come la sua più cara amica, mette in atto ripetuti tentativi di suicidio fino a coinvolgere in maniera tragica Hachiro. Dopo aver letto la favole de La sirenetta di Hans Christian Andersen s'immedesima istintivamente con il personaggio.
- Keigo Banno, interpretato da Kento Kaku

18 anni. Capoclasse assieme a Yuna e capitano del club di basket.
- Mayu Funaki, interpretata da Atsuko Maeda

17 anni. Sembra ossessionata dagli alieni; ha un rapporto molto complicato coi genitori adottivi, che non è mai riuscita ad accettare completamente. Sentendosi abbandonata dai veri genitori attende l'arrivo degli UFO perché possano portarla via da questo mondo che non ama.
- Risa Fujisawa, interpretata da Shiori Kutsuna

17 anni. Responsabile femminile del club di nuoto.
- Ko Hiiragi
- Yuta Ishigami - Ryo Saito
- Miki Ito (attrice)
- Erika Tokano
- Tomoe Genzaki
- Ryota Kamamura - Kensuke Owada
- Wakana
- Kite Koshigoe - Shota Nakagawa
- Koji Sashima - Kazuo Goto
- Hitomi Suwa - Risa Saiki
- Komatsubara Akinori
- Sachi Natsuo
- Kazuya Matsunaga - Hiratsuka Kota
- Masahiro Okawa
- Minehiro Kinomoto

#### Star ospiti
- Masahiro Negishi, interpretato da Yutaka Matsushige - (ep1)

Padre di Hiroki
- Haruomi Suekichi, interpretato da Tomoya Nakamura- (ep1)

Il bullo che tormenta Hiroki
- Takako Miki - Shirasaki Tamami (ep1,4)
- Chieko Ichikawa - Obasan (ep1)
- Shogo Kawabata, interpretato da Jun Kaname - (ep2)

Uno dei giovani uomini che fa regali ad Akari chiedendo in cambio compagnia; tenterà di violentare la ragazza.
- Nanase Hoshii - Mai (ep4)
- Bambi Watanabe - Sayaka (ep4)
- Yumi Kusaka - madre di Hana (ep5)
- Dankan - padre di Mayu (ep6)
- Jun Miho - madre di Mayu (ep6)
- Miyu Nonomura, interpretato da Natsuko Kobayashi - (ep7)

Ex fidanzato di Yukino.
- Yasushi Kimura - padre di Yukino (ep8)
- Naomi Akimoto - madre di Yukino (ep8-9)
- Masayo Umezawa - madre di Hachiro (ep9)
- Kazumasa Takemoto - padre di Hachiro (ep9)

## Colonna sonora
- Sigla: Kimi no Hitomi ni Koishiteiru degli UZ. Il video della sigla iniziale è ispirato a I viaggi di Gulliver
- Tema musicale: The Sound of Silence di Simon & Garfunkel

## Temi trattati
Il sistema scolastico giapponese moderno, tutto rivolto alla preparazione tecnico-scientifica e poco alla formazione umanistica; il rapporto tra educazione e realtà sociale; i problemi di accettazione familiare derivanti dall'adozione e la tendenza giovanile al suicidio. Infine la contrapposizione fra doveri richiesti e passioni personali tenute celate.